# Hypsiglena torquata
Hypsiglena torquata är en ormart som beskrevs av Günther 1860. Hypsiglena torquata ingår i släktet Hypsiglena och familjen snokar.

## Utseende
Denna orm blir 300 till 640 mm lång. Arten har en smal bål och en grå till beige grundfärg samt flera mörka fläckar på ovansidan. Fläcken på varje sida av axeln är oftast störst. Vid varje sida av huvudet förekommer en ljus strimma. Typisk är mjuka fjäll på ryggen och hörntänder som saknar rännor. Den enda andra ormen med ovala pupiller i regionen är Trimorphodon biscutatus. Den har däremot ett V-formigt mönster i ansiktet.

## Utbredning och ekologi
Arten förekommer i sydvästra USA och i stora delar av Mexiko. Den vistas i låglandet och i bergstrakter upp till 2650 meter över havet. Habitatet utgörs av torra gräsmarker, buskskogar, öppna skogar och öknar. Individerna gömmer sig under stenar, i jordhålor eller i bergssprickor. Hypsiglena torquata jagar grodor och mindre kräldjur. Honor lägger ägg.
Exemplaren gömmer sig bakom stenar, i den täta växtligheten eller bakom annan bråte. Arten delar reviret vanligen med ormar av släkten Tantilla, Leptotyphlops samt med Sonora semiannulata och Rhinocheilus lecontei. Födan utgörs antagligen av ödlor. På grund av ögonens form antas att Hypsiglena torquata är nattaktiv. Giftet beskriv som mindre farlig för människor. Arten rullar ihop sig när den hittas av ett större djur, inklusive människor. Den behåller formen när den tas upp. Ett exemplar vilade i en jordhåla som skapades av en kanin. Parningen sker troligtvis under våren. Honor med ägg inuti dokumenterades mellan april och september.

## Bevarandestatus
För beståndet är inga hot kända. Ormen hittas ofta i regioner som är olämpliga för människor. IUCN kategoriserar arten globalt som livskraftig.

## Underarter
Arten delas in i följande underarter:
- H. t. affinis
- H. t. baueri
- H. t. catalinae
- H. t. chlorophaea
- H. t. deserticola
- H. t. gularis
- H. t. jani
- H. t. klauberi
- H. t. loreala
- H. t. martinensis
- H. t. nuchalata
- H. t. ochrorhyncha
- H. t. tiburonensis
- H. t. torquata
- H. t. tortugensis
- H. t. tortugaensis
- H. t. unaocularis
- H. t. venusta